# Inti Peredo
Guido "Inti" Peredo Leigue (ur. 30 kwietnia 1938 w Trinidad, zm. we wrześniu 1969) – boliwijski działacz komunistyczny, brat Coco.
Wstąpił do Komunistycznej Partii Boliwii mając 12 lat. Był przewodniczącym Związku Młodzieży Komunistycznej Boliwii, następnie sekretarzem komitetu Miejskiego KP Boliwii w La Paz. W oddziale Che Guevary pełnił funkcję komisarza politycznego. Po zamordowaniu Che Inti prowadził nadal działalność partyzancką w departamencie Beni, z którego sam pochodził. Zginął we wrześniu 1969.
Jego kochanką była Niemka Monika Ertl, która podejmowała próby odbudowy partyzantki guevarystowskiej na początku lat 70. i również zginęła z rąk boliwijskich sił bezpieczeństwa.